# Classificació de la tuberculosi
El sistema clínic actual de classificació de la tuberculosi (TB) es basa en la patogènesi de la malaltia.
Els treballadors de la salut han de complir les lleis i regulacions locals en relació amb la declaració de la TB. Tots els malalts amb TB de classe 3 o classe 5 han de ser declarats ràpidament al departament de salut local. Vegeu llista de malalties de declaració obligatòria.
| Classe | Tipus                                   | Descripció |
| 0      | Cap exposició a la TB No infectat       | Cap història d'exposició Reacció negativa a la prova de la tuberculina |
| 1      | Exposició a la TB Cap indici d'infecció | Història d'exposició Reacció negativa a la prova de la tuberculina |
| 2      | Infecció amb TB Sense malaltia          | Reacció positiva a la prova de la tuberculina Estudis bacteriològics negatius, si es fan Cap indici clínic, bacteriològic o radiogràfic de TB                                                                 |
| 3      | TB clínicament activa                   | M. tuberculosis cultivat (si es fa) Indicis clínics, bacteriològics o radiogràfics de TB |
| 4      | TB no clínicament activa                | Història d'episodi/s de TB o Resultats radiogràfics anormals però estables Reacció positiva a la prova de la tuberculina Estudis bacteriològics negatius, si es fan and Cap indici clínic o radiogràfic de TB |
| 5      | Sospitós de TB                          | Diagnòstic pendent S'ha de determinar si hi ha infecció de TB o no en tres mesos |